# تانيا هوف
تانيا هوف (بالإنجليزية: Tanya Huff)‏ (26 سبتمبر 1957 في كندا)؛ كاتِبة وروائية كندية. درست في جامعة رايرسون.

## روابط خارجية
- تانيا هوف على موقع IMDb (الإنجليزية)
- تانيا هوف على موقع قاعدة بيانات الفيلم (الإنجليزية)